# Prairie Village (Kansas)
Prairie Village ist eine Kleinstadt im US-amerikanischen Bundesstaat Kansas. Das U.S. Census Bureau hat bei der Volkszählung 2020 eine Einwohnerzahl von 22.957 ermittelt. Sie liegt im Johnson County und ist ein Vorort von Kansas City.
Es besteht eine Städtepartnerschaft zu Dolyna (Ukraine) und seit dem Jahre 2000 zu Schaerbeek/Schaarbeek (Belgien).

## Geographie
Prairie Village hat eine Fläche von 16,08 km²; davon entfallen 16,06 km² auf Land und 0,02 km² auf Gewässer. Prairie Village grenzt im Westen an Overland und im Osten an Kansas City. Im Norden liegen Fairway und Mission Hills und im Süden Leawood. Der Brush Creek fließt durch den nordwestlichen Teil des Stadtgebietes.

## Söhne und Töchter
- Joyce DiDonato (* 1969), Mezzosopranistin